# Xiuladora de Waigeo
La xiuladora de Waigeo (Colluricincla affinis) és un ocell de la família dels paquicefàlids (Pachycephalidae).

## Hàbitat i distribució
Habita l'illa de Waigeo, a les Raja Ampat.

## Taxonomia
Espècie que ha estat separada de Colluricincla megarhyncha arran els treballs de Marki et al. 2018